# Akácie Mearnsova
Akácie Mearnsova (Acacia mearnsii) je vždyzelený listnatý strom dorůstající výšky až 18 metrů. Vyskytuje se v jihovýchodní Austrálii a na Tasmánii. Roste na pobřežích a přilehlých horských pásmech až do nadmořské výšky 600 metrů. Akácie Mearnsova patří do skupiny australských akácií s dvakrát zpeřenými listy složenými z drobných lístků. Kulovitá, krémově zbarvená květenství se objevují na konci jara.

## Popis a využití
Je to druh akácie, který je mezi 950 druhy australských akácií výjimečný využitím v dřevařství v jižní a východní Africe, Indii, Brazílii a Chile. Díky rychlému růstu a adaptaci na chudých půdách se stala hlavním zdrojem tříslové kůry pro kožedělný průmysl a výrobu lepidel. Tmavě hnědá kůra se sloupává z poražených stromů, poté se otlouká a vyváží. Je bohatá na třísloviny, které konzervují a zesilují pravou kůži, a používá se také při lepení plastů a překližky. Použitá drcená kůra se pokládá na jezdecké a atletické dráhy. Dřevo se dále využívá jako palivo.
Akácie Mearnsova byla zahrnuta do seznamu 100 nejhorších invazních druhů světa.